# Monomorium boltoni
Monomorium boltoni är en myrart som beskrevs av Espadaler och Agosti 1987. Monomorium boltoni ingår i släktet Monomorium och familjen myror. Inga underarter finns listade i Catalogue of Life.